# 柄谷道一
柄谷 道一（からたに みちかず、1924年11月19日 - 2001年10月11日）は、日本の政治家。参議院議員（2期、民社党）。

## 経歴
兵庫県神戸市出身。1942年国立拓南塾卒業。台湾拓殖に入社し、ジャワ島に勤務する。戦後、日東紡績に入り、同労組書記長、副委員長を務め、全繊同盟書記長、副会長などを歴任する。1974年の第10回参議院議員通常選挙で全国区から民社党公認で立候補して当選。2期務める。民社党では組織局長、中央執行委員、総務局長などを務めた。1986年の第14回参議院議員通常選挙では選挙区を兵庫県に移したが落選した。1995年春の叙勲で勲二等瑞宝章受章。2001年10月11日、胆嚢癌のため死去、76歳。死没日をもって従四位に叙される。